# Bouddhisme en France
Voir aussi
Le bouddhisme en France est, selon les enquêtes, la quatrième ou la cinquième religion en nombre de fidèles, la quatrième en nombre de pratiquants et la sixième en nombre de lieux de culte.

## Diffusion
Après avoir été l'objet d'études et d'ouvrages à partir du XIXe siècle, le bouddhisme s'est développé en France dans la seconde moitié du XXe siècle grâce à la venue de grands maîtres de diverses traditions, qui ont fondé plusieurs centres. Citons parmi bien d'autres : Taisen Deshimaru pour le Zen, Kalou Rinpoché, Guendune Rinpoché, Dagpo Rimpotché pour le bouddhisme tibétain.
Thích Nhất Hạnh, moine vietnamien dans la tradition thiền, réfugié politique en France, est à l'initiative de l'Église Bouddhique Unifiée (en), a écrit plus d'une centaine d'ouvrages, et sa notoriété est à présent mondiale
Des cinéastes comme Arnaud Desjardins ont également contribué à faire connaître les grands maîtres du bouddhisme en France et dans les pays francophones, et à susciter des vocations. Par exemple, Matthieu Ricard explique qu'il a eu l'envie de partir rencontrer des lamas tibétains après avoir vu des documentaires de Desjardins.
Frédéric Lenoir écrit en 1999 : « La France, qui compte également de nombreux réfugiés de la péninsule indochinoise – probablement entre deux cent et trois cent mille – a vu fleurir sur son sol de nombreuses pagodes (le terme approprié est vihara) cambodgiennes, laotiennes ou vietnamiennes. Dans un premier temps, ces lieux de culte sont restés strictement réservés aux réfugiés qui y retrouvaient un espace culturel commun. Mais, depuis quelques années, le succès du bouddhisme zen et tibétain aidant, plusieurs pagodes se sont ouvertes aux Français et transmettent des enseignements à leur intention. »
Selon le théologien Dennis Gira en 2011, « le « bouddhisme en France » est encore loin d'être un « bouddhisme français ». Cependant, des évolutions considérables se sont faites grâce à un processus d'« inculturation » qui a déjà porté du fruit, même s'il reste beaucoup à faire, du côté des bouddhistes et du côté de leurs interlocuteurs en France, des chrétiens, mais aussi des médias, des artistes, des hommes politiques, des maisons d'édition et de bien d'autres acteurs de la société française. »

## Organisations bouddhistes

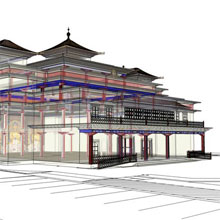
Image en 3D du Temple pour la Paix, un projet de construction

En France, les principaux cultes sont représentés par un organe représentatif qui est l'interlocuteur officiel des pouvoirs publics sur les questions relatives à l'organisation du culte. Dans ce cadre, c'est l'Union bouddhiste de France qui représente les bouddhistes. Toutefois, certaines écoles en sont exclues comme la Soka Gakkai et la Nouvelle Tradition Kadampa, car jugées « sectaires ».
En accord avec leur vocation, une grande partie des associations bouddhistes adopte la forme d'associations cultuelles.
Plusieurs organisations bouddhistes sont par ailleurs reconnues comme congrégations religieuses par le Bureau Central des Cultes qui dépend du Ministère de l'Intérieur, selon la loi du 9 décembre 1905 relative à la séparation des Églises et de l'État. Une dizaine du bouddhisme tibétain, ainsi que deux congrégations bouddhistes zen : La falaise verte et le Village des pruniers.
En France, la plupart des lieux de culte bouddhique ne peuvent être subventionnés par l'État et leur financement est assuré par les contributions des fidèles et sympathisants.

## Démographie
Tradition du bouddhisme en France :
- Mahayana (15 %)
- Vajrayana (15 %)
- Theravāda (60 %)
- Autre (10 %)

D'après l'Union bouddhiste de France, il y avait en 1986 environ 800 000 bouddhistes en France, ce qui représentait environ 1 % de la population française, en faisant la 5e religion de France. En 1999, le sociologue Frédéric Lenoir a estimé à 5 millions « les sympathisants » bouddhistes, en faisant la 3e spiritualité préférée en France. En 2019, une enquête de l'institut Vivavoice pour l'Observatoire de la laïcité estime que 2% des Français, soit plus de 1,3 million de personnes, « se sentent liés au bouddhisme ».
Environ les trois quarts des bouddhistes de France sont originaires de pays asiatiques, notamment d'Asie du Sud Est (Vietnam, Thaïlande, Cambodge, etc.) et pratiquent majoritairement le Bouddhisme Theravada. L'ethnologue Cécile Campergue indique en 2013 : « il est habituel de distinguer deux bouddhismes en Occident : un bouddhisme « ethnique », principalement représenté par les immigrés asiatiques, et un bouddhisme de conversion destiné aux Occidentaux comme le bouddhisme tibétain. Les chiffres concernant les bouddhistes convertis sont toujours incertains (il est difficile de les comptabiliser car il n’existe pas de traces écrites de leur conversion). Selon l’Union bouddhiste de France, la France compte un million de bouddhistes pratiquants dont 700 000 d’origine asiatique et 300 000 d'origine Française (certains parlent du double voire du triple). » Un peu plus d'un quart d'entre eux, en progression croissante, est originaire de France et pratique majoritairement le Bouddhisme Zen (Mahayana), ou le Bouddhisme Tibétain (Vajrayana). Il s'agit essentiellement de convertis récents.

## Bouddhisme tibétain en France

### Premiers érudits et voyageurs
Le 27 juin 1898, Agvan Dorjiev en visite en France, assisté de Buda Rabdanov (ru), conduit une cérémonie bouddhique tibétaine au musée Guimet, la première en France selon Roland Barraux, en présence de Georges Clemenceau et d'Alexandra David-Néel. Dorjiev donne également un long exposé sur le bouddhisme en mongol traduit simultanément en russe par Rabdanov, puis du russe en Français par Joseph Deniker. Alexandra David-Néel qui se convertira plus tard au bouddhisme pose timidement quelques questions.
Alexandra David-Néel provoquera l'hilarité du 13e dalaï-lama qui l'a reçu en audience le 15 avril 1912  à Kalimpong quand elle affirma être la seule bouddhiste de Paris, et son étonnement en lui apprenant que le Gyatcher Rolpa, un livre tibétain sacré, a été traduit par Philippe-Édouard Foucaux, un professeur au Collège de France. Elle demande nombre d'explications complémentaires que le dalaï-lama s'efforce de lui fournir, lui promettant de répondre à toutes ses questions par écrit.

### Kalmouks
La première communauté bouddhique de France est formée de réfugiés kalmouks venus de l'Empire russe : les Buzawa, groupe associé aux cosaques du Don en Russie du sud. Alliés des Russes blancs pendant la guerre civile russe, ils sont évacués avec eux depuis la Crimée en novembre 1920 et arrivent en France par vagues successives entre 1921 et 1929, dotés d'un passeport Nansen. Ils travaillent dans les mines et l'industrie en se déplaçant facilement d'une ville à l'autre et, les femmes étant rares parmi eux, beaucoup épousent des femmes balkaniques, polonaises, etc. Après 1945, leur communauté, estimée à quelques centaines de personnes, tend à se regrouper dans la banlieue sud-est de Paris, à Joinville-le-Pont, Saint-Maur-des-Fossés, Alfortville. Leur pratique religieuse, assez discrète, est marquée par un autel domestique avec lampe à huile et images du Bouddha et du Dalaï-Lama. Ils célèbrent les trois fêtes annuelles, tsagan-sar (Nouvel An, en février), zul (fête de la lumière) et ürüs owa (fête de l'été). Ils fréquentent la pagode de Vincennes et leurs services religieux sont entièrement assurés par des prêtres tibétains. Ils entretiennent des relations amicales avec la Kalmoukie.

### Migration tibétaine après 1951
Le développement du bouddhisme tibétain a profité de la venue en France d'un grand nombre de lamas (maître) qui avaient dû fuir le Tibet après l'invasion militaire chinoise. C'est le cas, par exemple, de :
- Phendé Rinpoché de l'école Sakyapa : arrivé en France en 1970, il établit un premier centre, Ngor Ewam Phendé Ling, en Normandie à Évreux en 1974 ;
- Dagpo Rimpotché, de l'école Gelugpa : arrivé en France en 1960, il établit un premier centre, Ganden Ling, à Veneux-les-Sablons, à proximité de Fontainebleau en 1978 ; de la même école, Loungri Namgyél Rinpoché arrive en France en 1980 et fonde l'association Thar Deu Ling à Chelles en Seine-et-Marne ;
- Kalou Rinpoché, de l'école Kagyupa : il visitera la France en 1971, et fondera Dashang Kagyu Ling (en Bourgogne) puis Kagyu Rintchen Tcheu Ling (à Montpellier), Kagyu-Dzong à Paris, et Karmaling en Savoie ; de nombreux grands lamas de la tradition Kagyupa visiteront la France les années suivantes, dont le 16e Karmapa, Pawo Rinpoché et Guendune Rinpoché ;
- Tharchin Rinpoché de l'école Kagyupa et Nyingmapa : il enseigna en France pour la première fois en 1992 et fonda plusieurs centres Drikung Kagyu Rinchen Pal dans toute la France : en région parisienne, dans l'Hérault, en Bretagne...
- Guendune Rinpoché, également de l'école Kagyupa créa deux grands centres en Dordogne et en Auvergne ; un centre d'études à Dhagpo Kagyu Ling en Dordogne et le plus grand monastère occidental en Auvergne ; de nombreux lamas occidentaux firent deux retraites de trois ans auprès de Guendune Rinpoché ; également, de nombreux petits centres urbains (Karma Teksoum Tcheuling KTT) virent le jour à travers la France, l'Espagne et l'Allemagne ;
- Shambhala fondé en 1976 par Chogyam Trungpa Rinpoché maître de l'école Kagyupa, et dont il existe un centre à Paris, et un autre à Limoges ;
- Sogyal Rinpoché, de l'école Nyingmapa : il visitera la France en 1980, et en 1991, il fonde Lerab Ling près de Montpellier.

### Congrégations
Il existe 14 congrégations dans la tradition du bouddhisme tibétain :
- Dashang Rimé (Institut Karma Ling)

- Guélougpa : Ganden Ling

- Kagyupa :
  - Dashang Kagyu Ling
  - Kagyu Rintchen Tcheu Ling
  - Karma Migyur Ling[18]
  - Karma Thartchine Lhundroup
  - Karmé Dharma Chakra[19]
  - Dhagpo Kagyu Ling[20]
  - Kundreul Ling[21]
  - Pel Drukpay Tcheutsok
  - Vajradhara-Ling

- Nyingmapa : Lerab Ling

- Zen :
  - Falaise Verte
  - Village des pruniers

### Visites du dalaï-lama
Le 14e dalaï-lama, de par sa médiatisation, est devenu dans l'esprit populaire occidental le représentant du bouddhisme en général.
Il a visité la France du 12 au 24 août 2008, principalement pour dispenser des enseignements bouddhiques à l'Institut Ganden Ling (Veneux-les-Sablons), la pagode Khánh-Anh, à Évry, Vajradhara-Ling (Normandie), Pel Drukpay Tcheutsok (Plouray), Nantes, et Lerab Ling (Lodève).
Une série de trois interviews réalisées à l'occasion de la visite en France du dalaï-lama est diffusée par l'émission "Sagesses bouddhistes" sur France 2 entre septembre et octobre 2008.
Le 7 juin 2009, il donna une conférence au Palais Omnisports de Bercy, au cours de laquelle, comme l'annonça le Bureau du Tibet à Paris, il défendit « l'éthique laïque » affirmant notamment qu'il ne faut pas imposer sa religion aux autres et « qu'on peut vivre très bien sans religion »,.

## Dérives mercantiles et sectaires
Le succès récent du bouddhisme dans le paysage spirituel français a pu attirer des mouvances « pseudo-bouddhistes » et sectaires relevant du néo-bouddhisme. Ainsi quelques mouvements minoritaires ont fait l'objet d'une surveillance de la Mission interministérielle de vigilance et de lutte contre les dérives sectaires, comme l’« Association cultuelle Soka du bouddhisme Nichiren », (anciennement « Soka Gakkai ») et le « Reiyukai ».
À côté de cela, des dérives plus simplement mercantiles de « vendeurs de bien-être », éloignées des principes fondamentaux du bouddhisme, sont également critiqués par certains spécialistes tels que l'anthropologue Marion Dapsance qui « ne dénonce pas le bouddhisme en lui-même ; elle en critique l’ersatz occidental, dans lequel les doctrines religieuses originales sont réduites à des enseignements simplistes. « Qu’y a-t-il de “spirituel”, demande-t-elle, dans des pratiques consistant à favoriser le confort, le plaisir, la satisfaction des sens, la détente, l’estime de soi, l’efficacité professionnelle ou la performance commerciale ? » Selon Dapsance, « c’est un contresens de prêter au bouddhisme des inclinations au bonheur ou au bien-être, si l’on entend par là autre chose que le fait de cultiver le renoncement. »

## Médias bouddhiques en langue française
- Bouddhisme actualités, revue mensuelle fondée en 1999 par Jean-Pierre Chambraud, distribuée en France, en Suisse, en Belgique, au Canada et au Luxembourg. Revue indisponible depuis 2011.
- Sagesses bouddhistes, une émission diffusée sur France 2, créée en 1997 sous le nom de Voix bouddhistes, présentée pendant dix ans par Catherine Barry, depuis 2007, elle change de nom et est présentée par Aurélie Godefroy et Sandrine Colombo.
- Regard bouddhiste, magazine fondé en septembre 2013 par Philippe Judenne diffusé en France et distribué dans le monde par internet[37]